# 1923.
◄ | 19. stoljeće | 20. stoljeće | 21. stoljeće | ►
◄ | 1890-ih | 1900-ih | 1910-ih | 1920-ih | 1930-ih | 1940-ih | 1950-ih | ►
◄◄ | ◄ | 1920. | 1921. | 1922. | 1923. | 1924. | 1925. | 1926. | ► | ►►
Arhitektura • Astronomija • Biologija • Film • Fotografija • Glazba • Kazalište • Kemija • Kiparstvo • Knjige • Književnost • Kršćanstvo • Meteorologija • Medicina • Planinarstvo • Politika • Pravo • Promet • Slikarstvo • Strip • Šport • Televizija • Znanost • Zrakoplovstvo • Željeznički promet

## Događaji
- Kraj jednog građanskog rata u Irskoj poslije podjele na sjevernu Irsku i Republiku Irsku
- Osnovan VK Jug
- Osnovana Dionička tvrtka braće Graner, današnja Međimurska trikotaža Čakovec[1]
- 28. ožujka – posebnim kraljevskim dekretom talijanske su vlasti u Istri ovlaštene izmijeniti tamošnje hrvatske nazive.[2]
- 20. travnja – Fašistička Italija dekretom zabranila i ukinula slavenska imena mjesta.[3]
- 30. studenoga – Utemeljen FC Dinamo Batumi.
- 31. prosinca – Fašistička Italija dekretom zabranila nadjevanje hrvatskih imena, a djeca koja su na krštenju dobila hrvatsko ime u matičnom su uredu općine dobivala talijansko.[3]

### Katastrofe
- 24. ožujka – Potres jačine 7,3 u Kini, 5000 mrtvih
- 25. svibnja – Potres jačine 5,7 u Iranu, 2200 mrtvih
- 1. rujna – Potres u pokrajini Kanto, Japan, 140000 mrtvih

## Rođenja

### Siječanj – ožujak
- 28. siječnja – Ivo Robić, hrvatski pjevač († 2000.)
- 9. veljače – Brendan Behan, irski književnik († 1964.)
- 14. veljače – Miljenko Smoje, hrvatski novinar, kroničar i satiričar († 1995.)
- 23. veljače – Franco Zeffirelli, talijanski filmski i operni redatelj († 2019.)
- 26. veljače – Franjo Majetić, hrvatski glumac († 1991.)
- 27. ožujka – Endō Shūsaku, japanski književnik († 1996.)

### Travanj – lipanj
- 1. travnja – Miljenko Grgić, hrvatski vinar
- 10. travnja – Anton Marti, hrvatski televizijski i kazališni redatelj († 2004.)
- 20. travnja – Majka Angelica, američka redovnica i tv-voditeljica († 2016.)
- 22. travnja – Aaron Spelling, američki filmski producent, pisac i glumac († 2006.)
- 1. svibnja – Milan Kangrga, hrvatski filozof († 2008.)
- 7. svibnja – Anne Baxter, američka filmska glumica († 1985.)
- 14. lipnja – Ivan Gubijan, hrvatski atletičar († 2009.)
- 25. lipnja – Vatroslav Mimica, hrvatski filmski redatelj, glumac i producent († 2020.)

### Srpanj – rujan
- 10. srpnja – Rudolf Kehrer, ruski pijanist († 2013.)
- 25. srpnja – Estelle Getty, američka glumica († 2008.)
- 31. srpnja – Stephanie Kwolek, američka kemičarka († 2014.)
- 12. kolovoza – Dragutin Haramija, hrvatski političar i ekonomist († 2012.)
- 15. kolovoza – Shimon Peres, izraelski političar i dobitnik Nobelove nagrade za mir († 2016.)
- 29. kolovoza – Richard Attenborough, britanski filmski umjetnik († 2014.)
- 1. rujna – Rocky Marciano, američki boksač i prvak u teškoj kategoriji († 1969.)
- 1. rujna – Drago Krča, hrvatski glumac († 1998.)
- 14. rujna – Josip Županov, hrvatski sociolog († 2004.)
- 16. rujna – Lee Kuan Yew, singapurski političar († 2015.)
- 26. rujna – Mija Aleksić, srbijanski glumac († 1995.)
- 28. rujna – Marcello Mastroianni, talijanski filmski i kazališni glumac († 1996.)

### Listopad – prosinac
- 4. listopada – Charlton Heston, američki filmski glumac († 2008.)
- 22. listopada – Željko Hell, hrvatski književnik († 2008.)
- 27. listopada – Roy Lichtenstein, američki pop umjetnik († 1997.)
- 31. listopada – Stjepan Šćavničar, hrvatski akademik, mineralog i kristalokemičar († 2011.)
- 5. studenog – Nada Puttar-Gold, hrvatska operna pjevačica († 2016.)
- 5. studenog – Biserka Cvejić, srpska operna pjevačica
- 6. studenog – Lili Legenstein, hrvatska kazališna umjetnica († 2021.)
- 19. studenog – Monica Lovinescu, rumunjska novinarka († 2008.)
- 28. studenog – Gloria Grahame, američka glumica († 1981.)
- 2. prosinca – Maria Callas, američka operna pjevačica grčkog porijekla († 1977.)
- 3. prosinca – Stjepan Bobek, hrvatski nogometaš († 2010.)
- 19. prosinca – Nenad Turkalj, hrvatski muzikolog, glazbeni kritičar i dramaturg († 2007.)
- 25. prosinca – René Girard, francuski povjesničar, pisac i filozof († 2015.)

### Nepoznat datum rođenja
- Marija Aleksić, hrvatska kazališna, televizijska i filmska glumica († 1998.)

## Smrti

### Siječanj – ožujak
- 6. veljače – Edward Emerson Barnard, američki astronom (* 1857.)
- 10. veljače – Wilhelm Conrad Röntgen, njemački fizičar (* 1845.)
- 2. ožujka – Sarah Bernhardt, francuska glumica (* 1844.)
- 5. ožujka – Dora Pejačević, hrvatska skladateljica (* 1885.)

### Travanj – lipanj
- 17. travnja – Maria Teresa Nuzzo, malteška katolička redovnica (* 1851.)
- 10. svibnja – Ulderiko Donadini, hrvatski književnik (* 1894.)

### Srpanj – rujan
- 20. srpnja – Pancho Villa, meksicki revolucioner (* 1878.)
- 2. kolovoza – Warren G. Harding, 29. predsjednik SAD-a (* 1865.)
- 5. kolovoza – Vatroslav Jagić, hrvatski jezikoslovac (* 1838.)
- 25. kolovoza – Milan Ogrizović, hrvatski književnik (* 1877.)
- 24. rujna – Ivo Ćipiko, hrvatski književnik (* 1867.)

### Listopad – prosinac
- 28. prosinca – Gustave Eiffel, francuski inženjer, konstruktor Eiffelova tornja u Parizu (* 1832.)

## Nobelova nagrada za 1923. godinu
- Fizika: Robert Andrews Millikan
- Kemija: Fritz Pregl
- Fiziologija i medicina: Frederick Banting i John James Richard Macleod
- Književnost: William Butler Yeats
- Mir: nije dodijeljena

## Vanjske poveznice
|  | Zajednički poslužitelj ima još gradiva o temi 1923. |